# Хотанский язык
Хота́нский язык — тюркский язык, входящий в карлукско-хорезмийскую группу (не смешивать с одноименным иранским хотано-сакским и хотонским диалектом калмыцкого, а также хотонским). Считается диалектом уйгурского языка (группа южных диалектов).
Распространена на юге Синьцзян-Уйгурского автономного района (префектура Хотан , уезды Черчен и Чарклик Баянгол-Монгольской автономной префектуры). Различают несколько говоров, основные из которых: хотанский (хотан), гумский (резина), каракасский (каракаш), керийский (керия), нийский (ния), чирский (чира), черченский (черчен).